# Weltmeisterschaften im Gewichtheben 1965
Die 40. Weltmeisterschaften im Gewichtheben fanden vom 27. Oktober bis 3. November 1965 in der iranischen Hauptstadt Teheran statt. An den von der International Weightlifting Federation (IWF) ausgetragenen Wettkämpfen nahmen 85 Gewichtheber aus 24 Nationen teil.

## Medaillengewinner
| Disziplin           | Gold                 | Silber             | Bronze            |
| ------------------- | -------------------- | ------------------ | ----------------- |
| Bantamgewicht       | Imre Földi           | Shirō Ichinoseki   | Yoshiyuki Miyake  |
| Federgewicht        | Yoshinobu Miyake     | Mieczysław Nowak   | Rudolf Kozłowski  |
| Leichtgewicht       | Waldemar Baszanowski | Marian Zieliński   | Wladimir Kaplunow |
| Mittelgewicht       | Wiktor Kurenzow      | Werner Dittrich    | Alexander Kurynow |
| Leichtschwergewicht | Norbert Ozimek       | Alexander Kidjajew | Jerzy Kaczkowski  |
| Mittelschwergewicht | Louis Martin         | Wladimir Golowanow | Géza Tóth         |
| Superschwergewicht  | Leonid Schabotinski  | Gary Gubner        | Károly Ecser      |

## Medaillenspiegel
Die Platzierungen im Medaillenspiegel sind nach der Anzahl der gewonnenen Goldmedaillen sortiert, gefolgt von der Anzahl der Silber- und Bronzemedaillen (lexikographische Ordnung). Weisen zwei oder mehr Nationen eine identische Medaillenbilanz auf, werden sie alphabetisch geordnet auf dem gleichen Rang geführt.
| Rang | Nation                          | Gold | Silber | Bronze | Gesamt |
| ---- | ------------------------------- | ---- | ------ | ------ | ------ |
| 1.   | Polen                           | 2    | 2      | 2      | 6      |
| 1.   | Sowjetunion                     | 2    | 2      | 2      | 6      |
| 3.   | Japan                           | 1    | 1      | 1      | 3      |
| 4.   | Ungarn                          | 1    | 0      | 2      | 3      |
| 5.   | Vereinigtes Königreich          | 1    | 0      | 0      | 1      |
| 6.   | Deutsche Demokratische Republik | 0    | 1      | 0      | 2      |
| 6.   | Vereinigte Staaten              | 0    | 1      | 0      | 2      |